# Shanghai blues, nouveau monde
Pour le film de Tsui Hark, voir Shanghai Blues.

Shanghai blues, nouveau monde (en chinois, 新世界, hanyu pinyin Xīn shìjiè : « Nouveau monde ») est un téléfilm français réalisé par Fred Garson, diffusé le 3 mai 2013 sur Arte.

## Fiche technique
- Réalisateur : Fred Garson
- Scénario : Didier Lacoste, Pauline Rocafull
- Image : Damien Morisot
- Son : Yves Servagent
- Musique : Pascal Lafa
- Décors : Yao Jun
- Montage : Stratos Gabrielidis
- Date de diffusion : 3 mai 2013
- Pays d'origine :  France
- Format : Couleurs
- Genre : Drame
- Durée : 94 minutes

## Synopsis
Rémy, jeune architecte, doit partir à Shanghai remplacer un collègue malade (en dépression) pour 3 ans afin de terminer une salle de spectacle puis d'intégrer une agence locale, avec sa femme Marine, initialement réticente, et leur fils Alex. Il a caché à Marine le fait que ce départ est la seule alternative à un licenciement et non une promotion, et qu'il a un contrat de travail local, peu avantageux financièrement et qui obligera Marine à travailler.
En sortant de l’aéroport, ils sont bousculés par un jeune aventurier, Xavier, qui est attendu par un ami, Daniel. Celui-ci est un restaurateur marié à une Chinoise depuis 10 ans, et dont les affaires prospèrent, il invite la petite famille à passer à son restaurant. Ils y retrouvent Xavier, en palabres avec M. Sun, le beau-frère de Daniel, pour ouvrir une boîte de nuit en association. Xavier remarque Nihao, une maîtresse de M. Sun, dont celui-ci fait vivre toute la famille.
Au chantier, Rémy est accueilli par deux jeunes collègues francophones, Yu, un architecte, et Tao, une ingénieure. À cause de la cherté des loyers, la famille s’installe dans une modeste maison dans une allée proche du centre. Ils rencontrent un voisin français, Christophe, qui met en contact des entreprises françaises et chinoises et est également marié à une Chinoise, enceinte de leur premier enfant. Marine, perdue dans l’immensité de la ville, travaille comme serveuse chez Daniel. Elle y remarque un jeune client styliste, Jacky, qui dessine des robes, est inspirée par son travail et en fait réaliser par une couturière locale, grâce aux services d’Alex, devenu bilingue.
Alors que le chantier est bien avancé, moyennant plusieurs changements imprévus, Rémy, qui n’arrive pas à maîtriser les us et coutumes locaux, se met le promoteur à dos pour avoir critiqué devant lui l’installation de portes en verre non conformes aux normes de sécurité, au lendemain d'un dîner bien arrosé organisé en son honneur. Licencié, il déprime et veut rentrer en France alors que Marine s'y oppose catégoriquement. Il finit par trouver un poste d’ouvrier sur un chantier chez un petit entrepreneur français et noue avec Tao un flirt qui ne va pas jusqu'au bout.
Pendant ce temps, Marine, qui travaille maintenant à la comptabilité dans la boîte de nuit de Xavier, Le Club Bleu, avance dans ses travaux de stylisme avec Jacky et la couturière et prépare un défilé avec leur créations.
Après la naissance de leur fils, la femme de Christophe devient une mégère alors que ses parents s’installent chez eux pour une durée indéterminée. La propriétaire ayant augmenté les loyers, la famille doit déménager.
Devenu l’amant de Nihao, Xavier tente de détacher celle-ci de M. Sun, sans succès. Lors de la fête du défilé de mode, qui amène un contact prometteur avec un gros client pour Marine et Jacky, elle se plaint à M. Sun de ce que Xavier la harcèle. Son contrat rompu immédiatement, ayant perdu tout son argent investi dans le Club Bleu, Xavier est brutalement expulsé ainsi que Marine et Rémy. Peu après, il annonce son retour en France à Nihao, qui lui explique que l’amour est un luxe pour elle… et l’embrasse.
Le chantier de la salle de spectacle étant fini, Yu rencontacte Rémy pour travailler sur un projet à Pékin. Ils remportent l’appel d'offres, Rémy va travailler là-bas en rejoignant sa famille en week-end.
Sur le chemin de l’aéroport, Xavier demande au taxi de rentrer en ville, et retourne au local où il faisait des paris sur des combats de boxe. Le jeu recommence pour lui...

## Distribution
- Clément Sibony : Rémy
- Élodie Navarre : Marine
- Samuel Jouy : Xavier
- Thierry Frémont : Daniel
- Christophe Kourotchkine : Christophe
- Xin Wang : Nihao, maîtresse de l'associé de Xavier et de celui-ci
- Yin Hang : Tao, ingénieure sur le chantier
- Sifan Shao : Yu, architecte sur le chantier
- Alexis Delafoy : Alex